# Marie de Mecklembourg-Schwerin
Pour les articles homonymes, voir Marie Pavlovna de Russie.
Marie de Mecklembourg-Schwerin, plus connue sous le nom de Maria Pavlovna de Russie, est née le 14 mai 1854 à Ludwigslust et morte le 6 septembre 1920 à Contrexéville (Vosges). Fille du grand-duc Frédéric-François II de Mecklembourg-Schwerin et d'Augusta de Reuss-Köstritz, elle devient, après son mariage avec le grand-duc Vladimir Alexandrovitch de Russie, l'une des personnalités les plus éminentes de la Cour de Russie.

## Famille

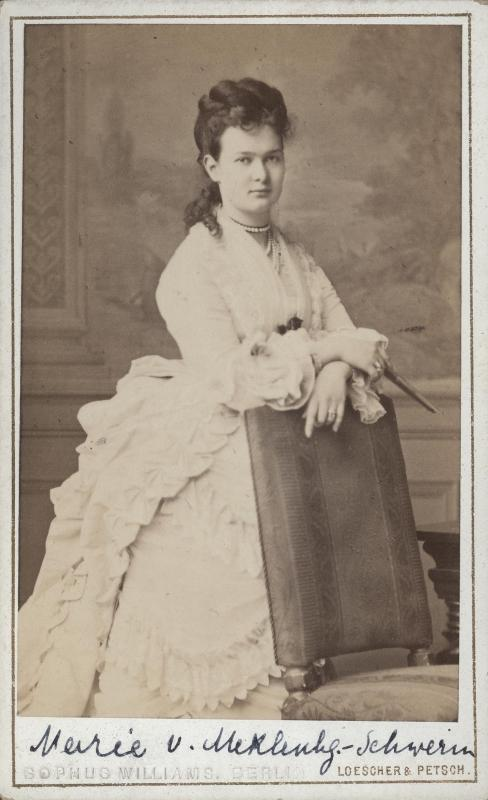
Marie-Élisabeth de Mecklembourg-Schwerin, à l'époque de ses fiançailles.

Petite-nièce de l'empereur allemand Guillaume Ier et de la tsarine Alexandra Fiodorovna, elle est une cousine germaine de l'empereur Guillaume II. Le plus jeune de ses demi-frères Henri épousa en 1901 la reine Wilhelmine des Pays-Bas, ses nièces Alexandrine et Cécile de Mecklembourg-Schwerin épousèrent respectivement en 1898 et 1905 le roi de Danemark et le Kronprinz de Prusse, héritier du trône impérial allemand.
L'enfance de la jeune duchesse est marquée par les guerres de l'unification allemande. Le grand-duc Frédéric-François II de Mecklembourg-Schwerin est un proche parent des Hohenzollern. En 1870, il soutient la Prusse et se distingue en France. En 1871, le roi Guillaume Ier de Prusse, oncle du grand-duc, est proclamé empereur allemand.
Quant à la petite Marie-Élisabeth, sa vie est aussi marquée par des deuils personnels. La duchesse perd sa mère à l'âge de huit ans. Son père se remarie mais sa seconde épouse meurt peu après avoir donné le jour à une petite fille. Le grand-duc se remarie alors une troisième fois en 1868 et Élisabeth est élevée par une belle-mère qui n'a que quatre ans de plus qu'elle.
Le 28 août 1874, la duchesse Marie-Élisabeth conclut une alliance brillante en épousant le grand-duc Vladimir Alexandrovitch de Russie, second fils survivant du tsar Alexandre II de Russie (assassiné en 1881) et de Marie de Hesse-Darmstadt (qui mourut dès 1880) et second dans la ligne de succession au trône. Elle est donc une des belles-sœurs du tsar Alexandre III de Russie et de ses frères, notamment le grand-duc Serge, gouverneur de Moscou et du prince Alfred du Royaume-Uni, fils de la reine Victoria et futur duc souverain de Saxe-Cobourg et Gotha. Elle est donc une des tantes du tsar Nicolas II de Russie et des fameuses grandes-duchesses de Saxe-Cobourg, reine de Roumanie et duchesse de Galliera qui défrayèrent la chronique.
Longtemps attachée au luthéranisme, elle ne se convertit que tardivement à l'orthodoxie, reçut le prénom que l'histoire retint en Russie Maria Pavlovna mais était appelée dans le grand monde, grande-duchesse Wladimir du prénom de son époux et surnommée Michen en famille.
Cinq enfants sont nés de son union avec le grand-duc :
- Alexandre (1875-1877) ;
- Cyrille (1876-1938), qui épouse en 1905 Victoria-Mélita de Saxe-Cobourg-Gotha (1876-1938), épouse divorcée du grand-duc Ernest-Louis de Hesse, prétendant au trône de Russie ;
- Boris (1877-1943), qui épouse morganatiquement en 1919 Zénaïde Rachewskaïa (1896-1963), fille du colonel Rachewsky ;
- André (1879-1956), qui épouse morganatiquement en 1921 Mathilde Kschessinska (1872-1971), danseuse étoile du ballet impérial ;
- Hélène (1882-1957), qui épouse en 1902 Nicolas de Grèce (1872-1938), fils du roi Georges Ier de Grèce.

## Biographie
Tandis que son frère, le grand-duc Frédéric-François III de Mecklembourg-Schwerin et sa belle-sœur née Anastasia Mikhaïlovna de Russie passait une bonne partie de leur temps dans leur villa de Cannes où le grand-duc soignait une santé précaire (il y trouvera la mort en 1897 et des rumeurs de suicide circuleront), la grande-duchesse Wladimir était célèbre à Paris pour sa munificence ; elle commandait régulièrement – notamment à la maison Cartier – des collections de bijoux, admirées par toutes les cours d'Europe.
Elle passait généralement plusieurs mois à partir de novembre à Paris. Elle était recherchée par la haute aristocratie et on pouvait la voir chez la comtesse Greffulhe. Elle retrouvait en particulier son amie, la comtesse de Chevigné.

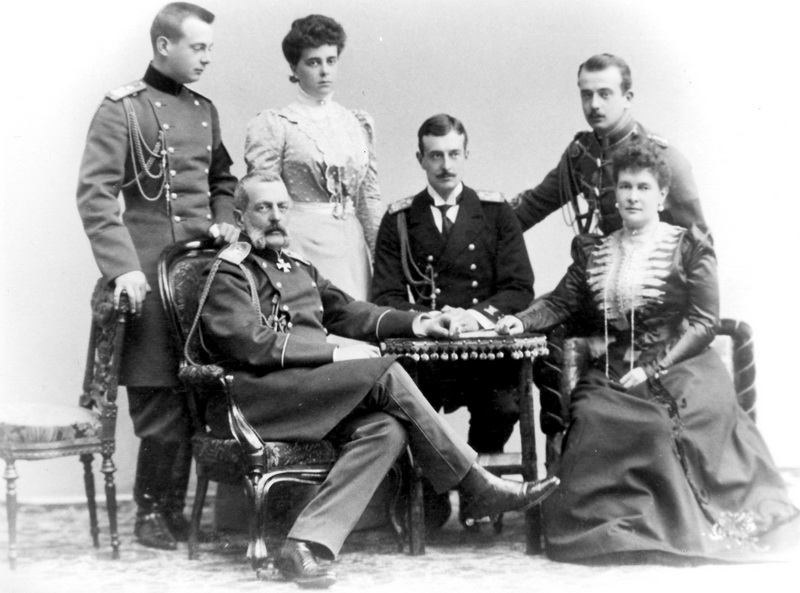
Le grand-duc et la grande-duchesse Vladimir avec leurs enfants de gauche à droite : André, Hélène, Cyrille, Boris (vers 1900).

Très imbue de son rang, elle ne voulut marier sa fille unique qu'à un prince souverain et fiança cette dernière au prince héritier du grand-duché de Bade, Maximilien (futur dernier chancelier de l'empire allemand) mais celui-ci rompit ses fiançailles provoquant l'ire de son ex-future belle-mère et les quolibets de la cour. Le prince Nicolas de Grèce, troisième fils du roi Georges Ier mais qui n'avait ni espoir de monter sur un trône, ni fortune personnelle, présenta alors sa demande et ce n'est qu'à regret qu'en 1902, la grande-duchesse consentit à lui donner sa fille qui commençait à monter en graine. Dès lors, le couple désargenté vécut en Russie jusqu'à la révolution avant de se retirer en Grèce. Ils eurent trois filles qui, si elles ne ceignirent pas de couronne, contractèrent de brillantes unions : ce sont les futures princesse Paul de Yougoslavie, comtesse de Toerring-Jettenbach et duchesse de Kent.
L'année 1905 fut marquée par l'assassinat de son beau-frère, le grand-duc Serge dont l'épouse née Élisabeth de Hesse-Darmastdt (sœur de la tsarine) entra au couvent, par le dimanche rouge et la révolution qui embrasa la Russie.
Malgré ou à cause de ces temps troublés, le grand-duc Cyrille, fils aîné de la grande-duchesse Vladimir, épousa la même année l'ex-grande-duchesse de Hesse-Darmstadt, épouse divorcée du grand-duc de Hesse-Darmstadt et par conséquent ex-belle-sœur de la tsarine et de la grande-duchesse Serge). Par ailleurs, les deux époux étaient cousins germains ce qui rendait le mariage nul aux yeux de l'Église Russe. Le grand-duc Cyrille perdit ainsi ses droits à la succession impériale et la présence de son épouse fut interdite à la cour de Russie. Un tel comportement outragea l'ambitieuse grande-duchesse Vladimir.
Veuve en 1909, la grande-duchesse Vladimir était fière d'avoir donné le jour à des fils solides - potentiels héritiers du trône alors que la tsarine Alexandra, sa nièce par alliance, avait eu tant de mal à donner un héritier au trône, pauvre enfant, atteint d'une maladie héréditaire transmise par la tsarine. La maladie, connue seulement des membres de la famille impériale, était gardée secrète mais la tsarine, écrasée sous le poids de l'angoisse et de la culpabilité, s'enfonçait dans un mysticisme borné et accordait sa confiance à Raspoutine, ce qui accroissait son impopularité.
Face à la maladie incurable du tsarévitch Alexis et au mariage morganatique du frère de l'empereur, le grand-duc Michel qui à son tour perdit ses droits au trône en 1911, la grande-duchesse Vladimir tenta de marier son second et préféré fils, le grand-duc Boris, un play-boy invétéré trentenaire, mais qui avait alors de réelles possibilités de monter un jour sur le trône impérial, à la grande-duchesse Tatiana, fille cadette de l'empereur Nicolas II âgée de quinze ans (et de vingt ans plus jeune que son cousin). Les souverains refusèrent avec hauteur. Les relations familiales, déjà mauvaises, ne purent qu'empirer.

### Guerre, révolution et exil

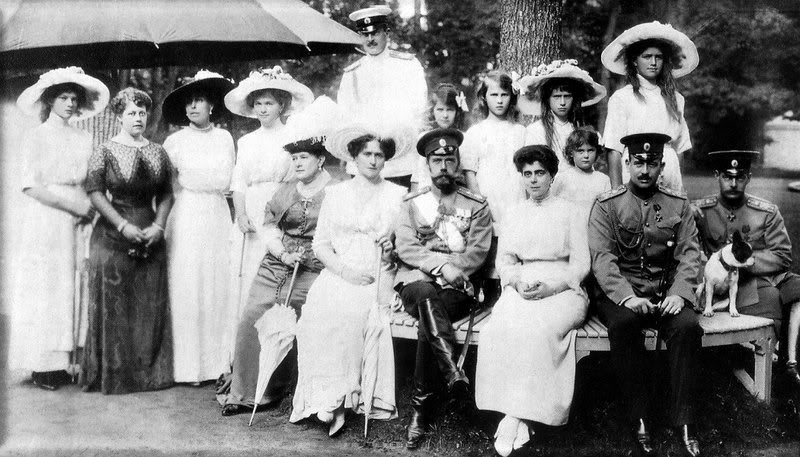
Le tsar et la tsarine entourés des membres de la famille de la grande-duchesse Vladimir (1914) : de gauche à droite debout : la grande-duchesse Tatiana, la duchesse Marie-Antoinette de Mecklembourg-Schwerin, la grande-duchesse Cyrille, la grande-duchesse Olga, le grand-duc Cyrille, les princesses Élisabeth, Olga de Grèce, la grande-duchesse Anastasia, la princesse Marina de Grèce et la grande-duchesse Maria. Assis : la grande-duchesse Vladimir, la tsarine, le tsar, la princesse Nicolas de Grèce, les grands-ducs Boris et André.

À la déclaration de guerre, l'empereur redonna aux membres de sa famille qu'il avait déchu de leurs droits leur grade dans l'armée russe et la possibilité de succéder au trône. Le grand-duc Cyrille devint donc troisième dans la succession au trône après le tsarévitch malade et le grand-duc Michel dont le fils n'était pas dynaste.
La guerre tourna rapidement à la défaite. La Russie sombrait dans le chaos, Le tsar voulut prendre lui-même le commandement de son armée et partit pour le front cédant l'exercice du pouvoir à l'impératrice de plus en plus soumise à Raspoutine et à un cercle d'ambitieux et d'intrigants. La grande-duchesse Vladimir, à défaut de placer un de ses fils sur le trône, conspira contre la tsarine mais ne trouva pas d'alliés pour réaliser ses ambitions.
À la révolution, tandis que son fils Cyrille, trahissant son serment de fidélité à l'empereur, soutenait avec son régiment la Douma, Boris tenta de rejoindre son souverain et cousin au quartier général de Moguilev puis fut assigné à résidence avec sa mère et son frère André dans la ville d'eau de Kislovodsk dans le Caucase. Boris partit pour Anapa avec sa maîtresse et ensuite par bateau rejoignit Constantinople et la France. Ce n'est qu'un an et demi plus tard que la grande-duchesse et son fils André purent embarquer sur un navire italien en 1920 et gagner Venise puis la France. La grande-duchesse Vladimir dut, pour survivre, se séparer de ses fameux bijoux dont le montant de la vente servit essentiellement à assurer un train de vie confortable à Boris qui avait épousé sa maîtresse Zinaïda Rachewskaïa (fille d'un colonel mort à Port-Arthur), pendant un exil temporaire dans le nord de l'Italie.

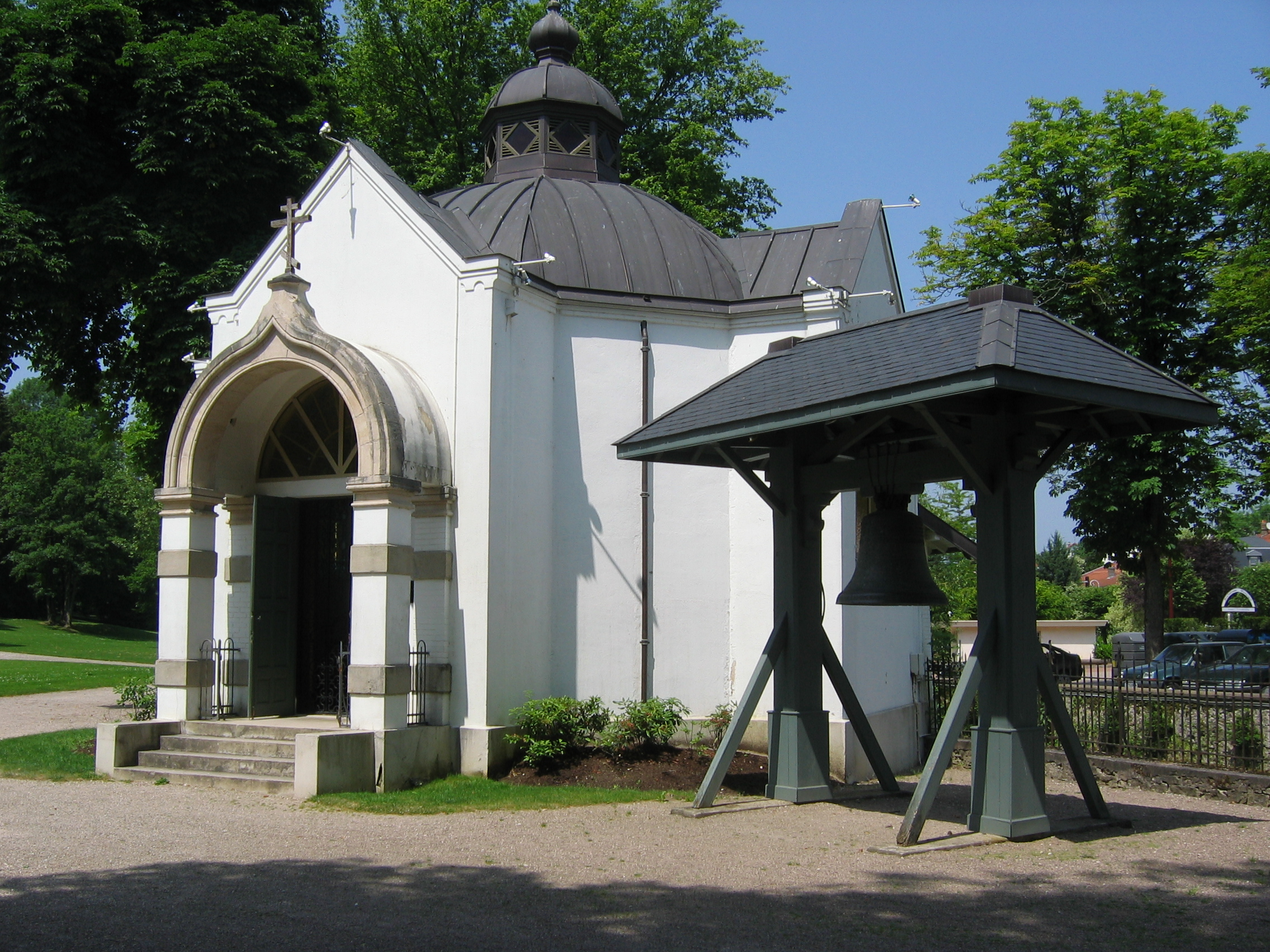
Chapelle de la grande-duchesse Vladimir à Contrexéville.

La fin tragique de Nicolas II et des siens ainsi que celle du grand-duc Michel Alexandrovitch avait fait de Cyrille, qui venait d'avoir un fils - et bien que son action fût contestée par certains membres de la famille Romanov - l'héritier du trône de Russie ce qui en d'autres temps aurait comblé de fierté et de joie la grande-duchesse sa mère.
Marie Pavlovna survécut peu à ces bouleversements. Elle, qui avait sacrifié sa fortune à son ambition puis son amour pour ses fils, mourut dans la gêne à Contrexéville, ville d'eau vosgienne où elle avait ses habitudes avant la chute de l'Empire russe. Elle est enterrée avec certains de ses enfants dans la chapelle orthodoxe qu'elle y avait fait construire avant la révolution.
La mort de leur mère permit aux grand-ducs Boris et André d'épouser leurs maîtresses respectives. La princesse Hélène dut vendre une partie des bijoux qu'elle avait hérité notamment la fameuse tiare Vladimir dont l'acquéreur fut la reine Mary. Actuellement, cette tiare appartient à la reine Élisabeth II.
Ironie du sort, la grande-duchesse Vladimir, qui se voyait mère d'un tsar, est aujourd'hui l'aïeule de plusieurs prétendants au trône des empires déchus d'Allemagne et de Russie, ainsi que de princes cadets anglais.

### Sort des bijoux

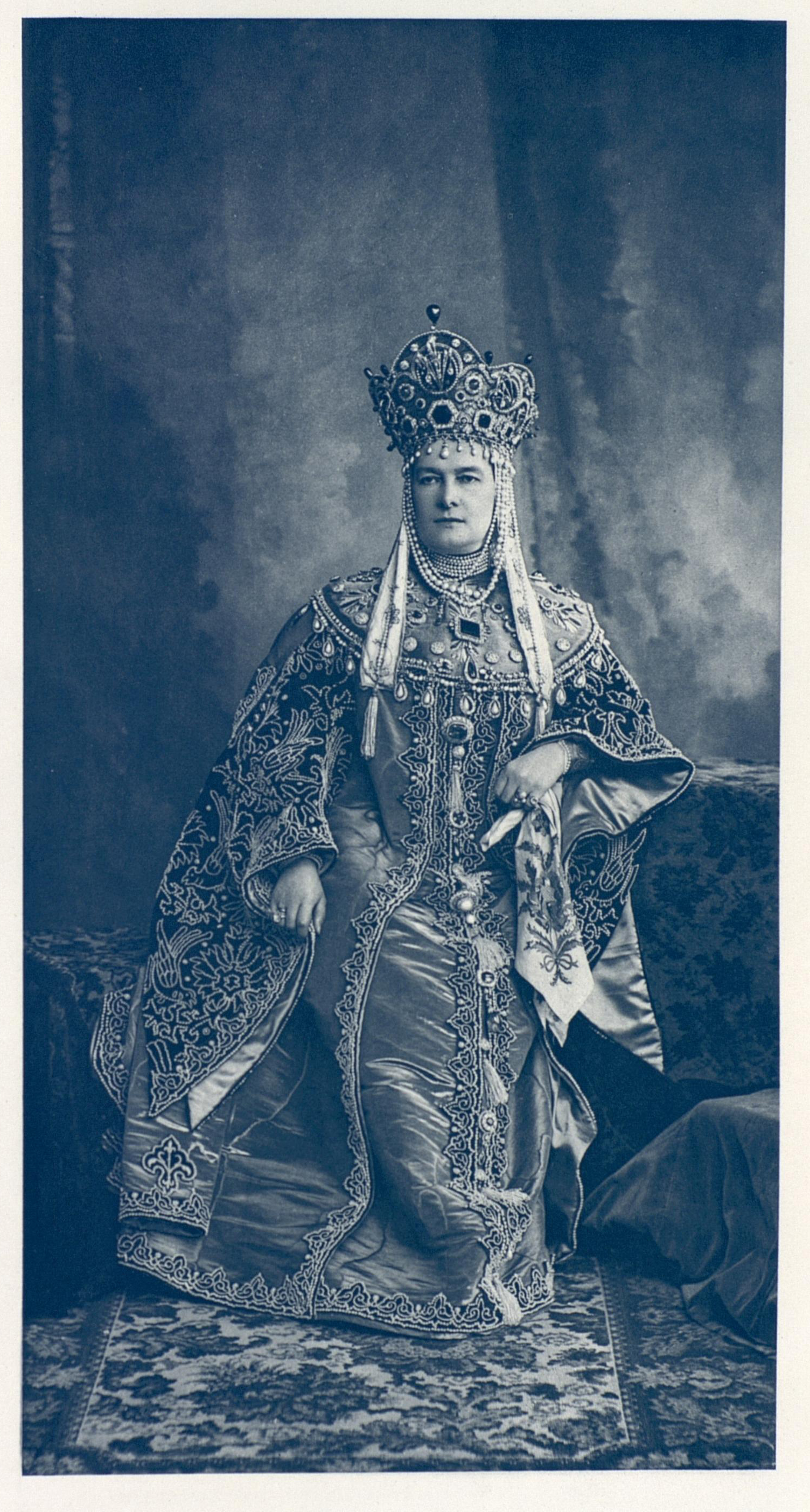
La grande-duchesse Wladimir au bal de la cour de 1903, en costumes russes d'époque. On remarque ses émeraudes, dont la célèbre émeraude rectangulaire sur la poitrine.

Un ami anglais de la famille a pu sauver les bijoux pendant le séjour forcé de la grande-duchesse dans le Caucase et les mettre au coffre à Londres. Les émeraudes (l'une d'entre elles est aujourd'hui en possession d'Elizabeth Taylor) sont données par la grande-duchesse à Boris, les rubis à André, les diamants à Hélène et les perles à Cyrille. Une partie des autres bijoux avaient été confiée en 1918 à la légation suédoise de Pétrograd par un homme de confiance de la grande-duchesse, son professeur de dessin Richard Bergholz, dans deux taies d'oreiller cousues. La grande-duchesse mourut sans avoir pu les récupérer, ne sachant où ils se trouvaient.
En août 2009, le ministère des Affaires étrangères de Suède fait savoir que les bijoux se trouvent dans ses archives à Stockholm, qui avaient été descellées en 1952, mais que l'on ne trouvait plus... Il y a entre autres une soixantaine de porte-cigarettes et de boutons de manchette de la maison Fabergé ou de la maison suédoise Bulin, le tout en or ou argent, avec des pierres précieuses. Le gouvernement suédois décide de les restituer aux descendants.
La maison Sotheby's organise une vente aux enchères à Londres, le 30 novembre 2009, qui rapporte sept millions de livres sterling. Le record venant d'un porte-cigarette d'August Holmstorm en quatre ors obtenu par un collectionneur américain pour 617 000 livres sterling. Un baguier recouvert de pierres précieuses et d'émail est vendu 601 000 livres sterling. On peut y lire une mention gravée en anglais : « Alix et moi te demandons d'accepter ce petit souvenir en mémoire de ce jour! Nicky », de la part de Nicolas II.

## Distinctions
- 21 avril 1874 : dame grand-croix de l'ordre de Sainte-Catherine[7]
- 30 septembre 1891 : dame de l'ordre de la reine Marie-Louise [8]
- 1907 : dame grand-croix de l'ordre d'Élisabeth
- Dame de l'ordre de la Couronne de Wende [7]
- Dame de l'ordre de Louise, première classe[7]
- Dame de l'ordre de Thérèse[7]

## Exposition
- « Les Romanov à Contrexéville, au temps de la Grande-duchesse Maria Pavlovna » (casino de Contrexéville, septembre 2011).